# ドン・ブラッシュ
ドン・ブラッシュ（Dr. Donald Thomas "Don" Brash、1940年9月24日 - ）は、ニュージーランドの元政治家、元ニュージーランド国民党党首（在任期間: 2003年 - 2006年）。元ニュージーランド準備銀行総裁（在任期間:1988年 - 2002年）。

## 経歴
ワンガヌイで、長老派教会の牧師のもとに生まれる。幼少期は、自らも将来は牧師になることを考えていた。
カンタベリー大学で政治学・経済学・歴史を学び、同大学修士課程を修了後、オーストラリア国立大学博士課程を修了しPh.D.取得。米国ワシントンD.C.の世界銀行に勤務し、エコノミストとして活動後、ニュージーランドに戻り、1980年ニュージーランド国民党に入党。1980年の補欠選挙と翌年の総選挙に立候補するも落選。ニュージーランドキウイフルーツ公社、ウエストパック銀行CEOを経て、1988年にニュージーランド準備銀行総裁に就任し、総裁を14年間にわたり務めた。
2002年にニュージーランド準備銀行総裁を辞任し、政界へ進出。2003年総選挙にて、第9代国民党党首ビル・イングリッシュがニュージーランド労働党、緑の党などの連立政権に敗れたため、引責辞任し、ブラッシュが第10代党首に就任。2005年の総選挙でも国民党は労働党に僅差で敗れ、その後もブラッシュは党首を務めたが、2006年11月23日に党首辞任を発表。11月27日にジョン・キーが第11代党首に就任した。党首辞任発表から1週間後の同年11月30日に政界を引退した。
2007年5月18日、ANZ Nationalファイナンシャルグループ理事に就任。投資会社ハリッチ・ウェルス・マネージメント社会長に就任。オーストラリアラ・トローブ大学非常勤教授に就任。2008年10月、オークランド工科大学非常勤教授に就任。

## 私生活
最初の妻エリカとの間に2子。シンガポール人秘書との不倫の末、21年後に最初の離婚を経験。1989年に元秘書と再婚し、2度目の結婚生活では息子が1人誕生している。再婚から18年後の2007年に2度目の離婚をする。
| 公職                      | 公職                                                | 公職                  |
| ------------------------- | --------------------------------------------------- | --------------------- |
| 先代 スペンサー・ラッセル | ニュージーランド準備銀行総裁 第8代：1998年 - 2002年 | 次代 アラン・ボラード |
| 党職                      |                                                     |                       |
| 先代 ロドニー・ハイド     | ACTニュージーランド党党首 2011年                    | 次代 ジョン・バンクス |
| 先代 ビル・イングリッシュ | ニュージーランド国民党党首 第10代：2003年 - 2006年  | 次代 ジョン・キー     |